# Mahide (kommun)
Mahide är en kommun i Spanien.   Den ligger i provinsen Provincia de Zamora och regionen Kastilien och Leon, i den nordvästra delen av landet, 270 km nordväst om huvudstaden Madrid. Antalet invånare är 384. Arean är 109 kvadratkilometer.
Terrängen i Mahide är platt åt sydost, men åt nordväst är den kuperad.